# Crazy Kong
Crazy Kong est un jeu vidéo d'arcade créé par Falcon, sorti en 1981. Il s'agit d'un clone de Donkey Kong de Nintendo.